# 許義隆
許義隆（1939年—2024年4月16日），日文名Yoshi（日语：よし），生於日治台灣臺北州基隆郡七堵庄（今基隆市暖暖區），政治人物，中國國民黨籍，曾任第九、十、十一、十二屆基隆市議員。

## 生平
其父許朝宗，於台灣日治時期，曾任鐵道部職員。在中華民國政府接收台灣後，任八堵車站副站長。1947年二二八事件中，軍隊與民眾在八堵車站發生衝突，許朝宗與其他車站職員遭軍隊逮捕後失蹤，在四十年後經法院認定身亡。
其母許江春。許義隆為家中長子，其弟許嘉明，其妹許有足。在其父失蹤後，由其母獨立養育長大。許義隆在基隆中學畢業後，不再升學，在家中雜貨店幫忙生意。服兵役時分發為憲兵，在此時加入國民黨。退伍後，在家中生意之外，曾參與義消，於三十多歲時步入政壇，連任四任基隆市議員，在暖暖地區素有名望。2024年4月16日於基隆市自宅過世，享年84歲。

## 家庭
其妻楊美鳳，生有二子。長子為教師，次子許效舜，為著名諧星、演員與主持人。